# François Kevorkian
François Kevorkian, noto anche con lo pseudonimo di François K (Rodez, 1954), è un disc jockey francese.
È un personaggio impegnato nel mondo della musica elettronica.

## Biografia

### Gioventù
François Kevorkian è nato in Francia, sua madre è una dentista di origini armene, mentre suo padre lavorava come tecnico del suono. Fin da bambino si appassiona al mondo della musica, studiando la batteria, intanto inizia a seguire anche suo padre sul lavoro, imparando i segreti del mestiere in studio. Frequenta le scuole fino al primo anno di università, dopodiché decide di abbandonare in seguito a un'espulsione procuratasi per aver occupato la sede dell'istituto per uno sciopero generale, pretesto per organizzare una sorta di party universitario.

### Gli anni a New York
Nel 1975, all'età di 21 anni decide di trasferirsi a New York, attratto dal fervore musicale della città, cercando di entrare a far parte di qualche gruppo: trova alcuni ingaggi in cover band di musica r'n'b. Molto presto però trova un altro lavoro, che per la prima volta lo porterà a contatto con una discoteca. È il club "galaxy 21" dove farà da percussionista accompagnando le performance dei DJ che erano degli ancora sconosciuti Walter Gibbons e Kenny Carpenter
Dopo la chiusura del locale, il giovane François ripiega trovando lavoro in un altro club, stavolta come barista: l'Experiment 4. Qui conosce il DJ resident del club, ovvero John "Jellybean" Benitez, all'epoca nome già molto affermato nell'ambiente notturno newyorkese. sarà quest'amicizia a spingere l'inizio dell'attività di DJ di François.

### Primi passi nel DJing
il suo vero debutto come DJ sarà quando Jellybean gli chiederà di sostituirlo per una serata: François proporrà una miscela di disco music, rock, black music e dub provenienti dalla sua già folta collezione di dischi, e diventerà un successo. Da qui la decisione di proseguire con energia la carriera in questo campo, prima affiancando lo stesso Benitez all'Experiment 4, poi ritagliandosi ruoli da protagonista in altri club come il "Flamingo" e il "New York New York". Intanto inizia anche a lavorare in studio, realizzando bootleg e medley vari, che iniziano a girare per l'ambiente. Le sue qualità e la sua cultura musicale lo portano a farsi notare dalla casa discografica "prelude Records", piccola ma emergente casa specializzata in disco music. Sarà qui che François K avrà il suo primo incarico come A&R; oltre a scoprire talenti però si incaricherà anche di realizzare remix, come quello di Push In The Bush firmato Musique, disco che venderà ben 1 milione di copie. Grazie al successo che sta raggiungendo, si aprono le porte dei più rinomati locali di New York e dintorni: il mitico Studio 54, lo Zanzibar, il The Loft e soprattutto il Paradise Garage che lo porta a contatto con quello che diventerà un suo maestro: Larry Levan

### Il successo
François K così diventa un DJ richiestissimo in tutti i locali, ma lui decide di prendersi una pausa lontana dalle consolle per concentrare tutto nella sua attività compositiva e in studio; questo periodo di pausa inizia nel 1983, quando lascia la Prelude per fondare una sua etichetta, la Axis Productions, attraverso la quale pubblicherà dei suoi singoli e dei remix commissionati da pezzi grossi dell'industria musicale come U2, Kraftwerk, Depeche Mode, per i quali ha anche curato il missaggio di un album, Pet Shop Boys (a partire da Rent del 1987). All'etichetta affiancherà anche degli omonimi studi di missaggio/produzione, che diventeranno un punto di incontro per gran parte della scena house newyorkese e non solo, visto che chiederanno la collaborazione di François anche Mariah Carey, Mary J. Blige e tanti altri. Intanto a cavallo tra gli anni 80 e 90 decide che i tempi sono maturi per riprendere a fare il DJ: riparte e si ritrova subito dietro le consolle più prestigiose del mondo. Oltre ai Locali citati sopra arriva anche il Ministry of Sound da poco aperto da Justin Berkmann ma già luogo di culto della nightlife londinese, ma a londra troverà ingaggi anche per altri importanti club come il The End. In Italia sbarcherà grazie agli Angels of Love e alla "one-night" Le Plaisir del Mazoom. , mentre parteciperà anche ad un tour in Giappone con Larry Levan. sarà una delle poche persone vicine a lui in questi ultimi istanti di vita del DJ che è stato per lui un grande punto di riferimento, e François testimonierà il malessere che stava uccidendo l'indimenticato fondatore del Paradise Garage
Al ritorno dalla tournée ancora grandi club busseranno alla porta di quello che è ormai uno dei più richiesti DJ in circolazione; da segnalare le collaborazioni col club ibizenco Pacha.

### Gli anni '90
Un altro momento importante nella carriera di François K sarà nel 1995, quando darà vita alla label Wave Music, con lo scopo di proporre al pubblico elettronica a 360° di qualità, dando spazio anche ad alcuni giovani che poi emergeranno con forza come Mathias Heilbronn, Tiefschwarz, Aril Brikha, A hundred birds ed altri. Ma in quegli anni partirà anche uno dei suoi progetti tuttora più riusciti e prolifici: insieme alle due giovani conoscenze Joe Claussell e Danny Krivit inizia a promuovere Body and Soul una serie di eventi, inizialmente ogni domenica pomeriggio, al Club Vinyl. In queste serate insieme ai suoi soci inizierà un percorso di sperimentazione musicale, miscelando tutti i tipi di generi dal Jazz al Drum and bass, dando così un'impronta particolare agli eventi e i loro DJ set, il che renderà Body and Soul un marchio famoso e apprezzato in tutto il mondo tanto che si decise di ambientare le serate anche in altri locali in varie party del mondo (talvolta in collaborazione con promoter locali come gli Angels of Love di Napoli per l'Italia, col quale si sono spesso esibiti negli ultimi anni al club Ennenci /attuale Golden Gate e Metropolis) tanto da realizzare degli autentici tour. Nel luglio 2006 sono anche stati festeggiati i 10 anni di attività all'interno del padiglione PS1 del MOMA. Dall'idea di Body and Soul è partita anche una fortunata serie di compilation naturalmente su Wave Music

### Gli anni 2000
Se negli anni 90 François K diventa un punto di riferimento per l'house music, ed insieme ai dj Joe Claussell e Danny Krivit, dà vita ad uno degli appuntamenti più esclusivi dei dancefloor newyorkesi il Body and Soul appuntamento domenicale che li vede alternarsi un disco ciascuno. Nell'ultimo decennio, invece cambia direzione musicale, aprendosi maggiormente verso sonorità elettroniche e futuristiche, inizia a concentrarsi sulla techno di Detroit, e ne sarà testimonianza il suo DJ set al Sonar di Barcellona nel 2002. Nello stesso anno partirà in tour con Derrick May, pilastro della techno fino a pubblicare nel 2006 il CD "Frequencies" dove riunisce tutta la sua corrente visione musicale. Intanto nel 2003 inizia a promuovere una seconda serie di party, stavolta al Cielo club: la serata si chiama Deep Space NYC, e si tiene ogni lunedì sera. Il resident è lo stesso François dove armato di un set-up analogico/digitale col software Traktor propone set dove spazia tra i generi, passando con disinvoltura dalle produzioni più futuristiche e underground a dischi pop, e talvolta ospitando artisti che gravano nella sua orbita, come la sua ultima scoperta Beat Pharmacy.